# Менхетн (Канзас)
Менхетн (енгл. Manhattan) град је у америчкој савезној држави Канзас.

## Демографија
По попису из 2010. године број становника је 52.281, што је 7.45 (16,6%) становника више него 2000. године.
| Група             | 2000.          | 2010.          |
| Белци             | 38.278 (85,4%) | 41.914 (80,2%) |
| Афроамериканци    | 2.179 (4,9%)   | 2.886 (5,5%)   |
| Азијати           | 1.764 (3,9%)   | 2.689 (5,1%)   |
| Хиспаноамериканци | 1.564 (3,5%)   | 3.053 (5,8%)   |
| Укупно            | 44.831         | 52.281         |